# Dorothea Lange (Lyrikerin)
Dorothea Lange (* 29. Juli 1681 in Altstädt; † 6. März 1728 in Prenzlau) war eine deutsche Dichterin und Mitglied des Pegnesischen Blumenordens.

## Leben
Dorothea Lange (geb. Spitz) wurde am 29. Juli 1681 in Altstädt geboren. Ihr Vater hieß Felix Spitz. Ihre Mutter, Anna Katharina Spitz war die Tochter des Mathematikers Erhard Weigel.
Im Jahr 1685 zog die Familie Spitz nach Altdorf. Dort lernte sie ihren Mann Johann Michael Lange kennen. Das Paar heiratete im September 1704. Zwei Tage vor ihrer Hochzeit wurde Dorothea Spitz in den Pegnesischen Blumenorden unter dem Namen Doris (Nr. 91) aufgenommen. Im Orden wurde ihr die Blume Schlangenmord (heute bekannt als die niedrige Schwarzwurzel) zugewiesen. Dorothea Lange und ihr Ehemann hatten gemeinsam acht Kinder, darunter drei Söhne und fünf Töchter, von denen drei im Kindesalter starben.
Im Jahr 1709 zog Lange samt Familie nach Prenzlau, wo sie bis zu ihrem Tod im Jahr 1728 lebte.

## Werk
Nach ihrem Tod wurde eine an sie gewidmete Leichenpredigt geschrieben. In der Predigt enthalten sind vier, von Dorothea Lange verfasste, unbenannte Gedichte. Alle ihre überlieferten Gedichte sind von christlicher Natur.
Wie bin ich doch so herzlich froh,

Dass mein Schatz ist das A und O

Der Anfang und das Ende;

Er hat mich nun zu seinem Preis,

Aufgenommen in das Paradeis;'

Des klopf ich in die Hände!